# Eulachnus abameleki
Eulachnus abameleki är en insektsart som beskrevs av Del Guercio 1909. Eulachnus abameleki ingår i släktet Eulachnus och familjen långrörsbladlöss. Inga underarter finns listade i Catalogue of Life.